# سواک آمرویان
سواک پطروسی آمرویان (ارمنی: Սևակ Պետրոսի Ամրոյան؛ زاده ۱۰ ژوئیهٔ ۱۹۹۰ در ایروان) یک خواننده سبک موسیقی فولکلور اهل ارمنستان است.
وی در بین سال‌های ۲۰۰۸ تا ۲۰۱۲ میلادی در کنسرواتوار دولتی کومیتاس ایروان تحصیل نموده است. در سری اول «خواننده فولکور» شانت تی‌وی شرکت نموده است و به مقام اول دست یافته است. در سال ۲۰۱۴ به همراه مهر مسروبیان، ترانه و نماهنگ «آدانا» ساخته آرا گوورگیان را اجرا نموده است که به یادبود جانباختگان نسل‌کشی ارمنی‌ها اهدا شده است.

## آلبوم‌ها
- El Yetdardz Chka (۲۰۱۶)
- Yarkhushta (۲۰۲۰)
- Sarvor Akhper (۲۰۲۲)

## جستارهای ویژه
- فهرست خوانندگان ارمنی